# Ville-d'Avray
Ville-d'Avray là một xã trong vùng hành chính Île-de-France, thuộc tỉnh Hauts-de-Seine, quận Boulogne-Billancourt, tổng Chaville. Tọa độ địa lý của xã là 48° 50' vĩ độ bắc, 02° 12' kinh độ đông. Ville-d'Avray nằm trên độ cao trung bình là 125 mét trên mực nước biển. Xã có diện tích 3,67 km², dân số vào thời điểm 1999 là 11.415 người; mật độ dân số là 3.110 người/km².

## Thông tin nhân khẩu
| 1936  | 1946  | 1954  | 1962  | 1968   | 1975   | 1982   | 1990   | 1999   |
| ----- | ----- | ----- | ----- | ------ | ------ | ------ | ------ | ------ |
| 2 915 | 3 397 | 4 351 | 5 802 | 10 365 | 11 698 | 11 625 | 11 616 | 11 415 |

## Nhân vật nổi tiếng
- Augustin Fresnel (1788 - 1827), nhà vật lý học
- Jean Rostand (1894 - 1977), nhà sinh vật học và nhà văn
- Boris Vian (1920 - 1959), nhà văn
- Jean-Baptiste Camille Corot (1796 - 1875), họa sĩ